# بسمة عبد العزيز
بسمة عبد العزيز (مواليد 1976 في القاهرة، مصر) هي كاتبة مصرية وطبيبة نفسية وفنانة تشكيلية وناشطة في مجال حقوق الإنسان، تُلقب بـ «المتمردة». تعيش في القاهرة وتكتب عمودًا أسبوعيًا في جريدة الشروق الجديد. تكتب باللغة العربية، وترجمت بعض أعمالها مثل روايتي «الطابور» و«هنا بدن» إلى اللغة الإنجليزية. وتقديرا لأعمالها الأدبية والواقعية، حصلت بسمة على جائزة ساويرس الثقافية لشباب الأدباء وغيرها من الجوائز. وقد شمل إنتاجها الأدبي مجموعتان قصصيتان ورواية، وثلاث دراسات نفسية واجتماعية، آخرها «ذاكرة القهر: دراسة حول منظومة التعذيب». وهي معروفة في الأوساط الثقافية، بكتاباتها الجريئة والتي ترتكز في أغلب الأحيان حول السلطة ومعاناة المواطن والمهمشين.

## النشأة والتعليم
ولدت بسمة عبد العزيز في القاهرة، وهي حاصلة على بكالوريوس في الطب والجراحة، وماجستير في الطب النفسي العصبي، ودبلوم في علم الاجتماع من «معهد البحوث والدراسات العربية» عام 2010. تعمل في الأمانة العامة للصحة النفسية بوزارة الصحة المصرية ومركز النديم لعلاج وتأهيل ضحايا العنف منذ عام 2002 وحتى الآن. وتشغل منصب مديرة إدارة مصالح المرضى بالأمانة العامة للصحة النفسية، منذ سنة 2014 حتى الآن.

## مشوارها مع الفن التشكيلى
تعلمت النحت مع الفنان "صبري ناشد" وتحمل عضوية "نقابة الفنانين التشكيليين، و"جمعية الكاتبات المصريات"، و"أتيلييه القاهرة للأدباء والفنانين". 

### جوائزها في الفن التشكيلى
كما نالت عددا من الجوائز بمعارض الفنون التشكيلية بالجامعة منها الجائزة الأولى في الفن التشكيلي (التكوين)، وجائزة مسابقة الكاريكاتير من مركز الإعلام والتنمية والاتصالات 2001.

### أعمالها الفنية
لها عدد من المقتنيات بوزارة الثقافة ولدى أفراد بمصر والخارج (لوحات ومنحوتات)، ومقتنيات بمتحف فنون الطفل.

## المسيرة الأدبية
ركزت بسمة عبد العزيز في دراستها «إغراء السلطة المطلقة» (الصادرة سنة 2011) على تعامل الشرطة مع المواطن العادي غير المهتم بالسياسة لأن علاقات وتاريخ الاشتباك بين الشرطة والجماعات السياسية والدينية -لو أعطيت تبريرا- ولو مغلوطا للعنف، فإنه لا يمت بصلة للمواطن العادي وفقا لمازن النجار. ويتكون الكتاب من خمسة فصول وخاتمة. تغطي الفصول تاريخ جهاز الشرطة، والعنف الأمني وتحولاته، ونظرة المواطن إلى الشرطي، والعنف الأمني في ضوء المتغيرات السياسية والاجتماعية والاقتصادية، وانفراط العقد الاجتماعي. واختتمت بسمة الكتاب بالتعليق على حوادث عنف 2010 (لم يشمل الكتاب أحداث 2011 لأن نطاق العمل البحثي الأصلي ينتهي زمنيا بنهاية 2009)، لكن تدافع وتسارع أحداث 2010 دفعها للتعليق على ثلاثة حوادث عنف رئيسة. فعلقت على العدد الكبير من الاحتجاجات أمام مجلس الشعب ومؤسسات الدولة التي شهدها عام 2010، والتي غطت جغرافيا عدة محافظات، واتخذ معظمها صفة مطلبية. وعلقت أيضا على مقتل الشاب خالد سعيد ضربا وتعذيبا بأيدي مخبرين من الأمن. وأخيرا علقت على استمرار التعديات على الشرطة واقتحام أقسام البوليس خلال 2010. تقارن بسمة هذه الأمثلة بـ«الحوادث المؤسفة» في السبعينات، والتي انتهت بانتفاضة 17 و18 يناير 1977.
وفي كتابها «ذاكرة القهر» الصادر عن دار التنوير، تلقي بسمة عبد العزيز ضوءً على الدفاعات النفسية التي يستخدمها القائمون على التعذيب من أجل تبرير أفعالهم، وتحصين أنفسهم من الشعور بالذنب إزاء جرائمهم، وهي آليات تستند إلى حد كبير على الخلفية السياسية، والنظام الحاكم الذي يدعمهم.
نُشرت روايتها الأولى «الطابور» لأول مرة من قبل دار التنوير في عام 2013، ونشرت دار ملفيل هاوس ترجمة إليزابيث جاكيت للرواية باللغة الإنجليزية في عام 2016. وحظت الرواية بإشادة واسعة من النقاد. في عام 2017، فازت الرواية بجائزة PEN للترجمة إلى الإنجليزية. وبسبب تمثيلها الديستوبي للظلم والتعذيب والفساد، فقد قارنتها صحيفة نيويورك تايمز برواية جورج أورويل و1984، والمحاكمة بقلم فرانز كافكا. كما تمت ترجمة الرواية إلى لغات عدة منها التركية والبرتغالية والإيطالية والألمانية.
وفي كتابها سطوة النص خطاب الأزهر وأزمة الحكم الصادر سنة 2016، تدرس بسمة خطاب المؤسّسات الدينية الرسميّة ووظائفه في وقت الأزمات السياسية العاصفة، وبالتحديد صلة خطاب مؤسسة الأزهر بالأزمة التي اجتازتها مصر في الفترة من يونيو إلى أغسطس 2013.
نُشرت روايتها "هنا بدن'' عام 2018 (والتي ترجمها جوناثان رايت، إلى اللغة الإنجليزية) بواسطة دار المحروسة للنشر والتوزيع. وعن التحديات التي واجهتها في كتابة الرواية ترى بسمة أنها ترجع إلى "اختيارها لطريقتين مختلفتين في السرد"، وتقول عن ذلك: «ففي أحد العالمين اخترت الراوي لكل شيء بمنطق العلم المطلق، وفي الثاني فضّلت ترك الشخصيات تتحدث عن نفسها، ولم يكن ذلك سهلاً، خاصة أنهم أطفال شوارع، لهم أحاديثهم "وأنا مكنتش اتعاملت مع أطفال كتير فمصطلحاتهم مش معروفة بالنسبة لي"، ومن ذلك المنطلق مررت بالتحدي الثالث المتمثل في اللغة العربية، حيث أصررت على عدم وجود جُمل عاميّة في الرواية على لسان الأبطال "أنا مقتنعة إن الأطفال يقدروا يقولوا اللي أنا عايزة أقوله بس بلغتهم وبالتالي أنا زودتهم باللغة العربية"». وعن سبب اختيارها أطفال الشوارع كأبطال للرواية، تبرر ذلك بما تراه تعاملا من البعض معهم كأنهم "أشياء" يجب التخلص منها "في حين أنهم لديهم أفكارهم وأحلامهم وخبراتهم"، وتذكر أن هدفها كان أن يراهم الناس كشخصيات لها حق اتخاذ القرارات، حتى تجاه سلطة تقهرهم أو تهددهم.
في عام 2016، أُطلق عليها لقب إحدى المفكرين العالميين الرائدين من قبل مجلة فورين بوليسي. وفي عام 2017 اختارتها "Words Without Boarders" في قائمة ضمت 33 كاتبة على مستوى العالم يجرؤن على التغيير في مجتمعاتهن. في عام 2018، اختارها معهد جوتليب دوتويلر كواحدة من أبرز المؤثرين في الرأي العام العربي.

## آراؤها
ترى بسمة عبد العزيز أنه فيما يتعلق بموقف المثقفين من السلطة سواء إيجابا أو سلبا، فهناك مبادئ «لا ينبغي لأي مثقف أن يتجاوزها»، واعتبرت تلك المبادئ تتمثل في حرية الفكر والتعبير والعدالة والإنصاف. وقالت بسمة: «لا يمكن أن تكون مثقفًا أو مفكرًا حقيقيًا، وتمرر القمع الفكري. يمكن أن نختلف في أرضية الثقافة، نختلف على الاشتراكية والرأسمالية وأسلوب إدارة الدولة، لكن لا يجوز الاختلاف «في أنه ينفع نقتل خارج إطار القانون ولا لا» هذا ليس خلافًا فكريًا «ده خلاف أنا بني آدم ولا لا».. وفي تقديري لو تحدثنا عن المثقفين والمفكرين فالأمر يختلف نوعًا ما عن الأدباء».
في مقال لها في صيف 2012، انتقدت بسمة سرعة محو فن الغرافيتي المعبر عن ثورة 25 يناير من شوارع مصر، واعتبرت أنه «رغم أن الغرافيتي فن ممنوع، وأنه يعتبر في معظم دول العالم تقريبًا بمثابة تخريب للملكية العامة، لكن بلدًا تقوم فيه ثورة كي تُسقِطُ نظامًا، وتضع دستورًا وتسترد حريتها، لا يمكن أن يكون أول عمل تقوم به هو محو كل ما يدل على ثورتها، وشهدائها ومعاركها مع السلطة القمعية». وجادلت بأن تجريم فن الشارع «يرتبط ارتباطًا وثيقًا بقوة تأثيره على الناس، وما يشحذ فيهم من طاقة وقدرة على الفعل والصمود».

## مؤلفاتها

### خيالي
- عشان ربنا يسهل، دار ميريت، 2007[21]
- الولد الذي اختفى، 2008
- الطابور، 2013[22]
- هنا بدن، مركز المحروسة للنشر والخدمات الصحفية والمعلومات، 2018[23]

### غير خيالي
- إغراء السلطة المطلقة، صفصافة، الجيزة، 2011[24]
- ما وراء التعذيب، الجوانب النفسية والسياسية: معالجة مستفيضة للفصل الرابع من رسالة ماجيستير بعنوان "التبعات النفسية للتعذيب، اضطراب كرب ما بعد الصدمة، دار ميريت، 2011[25]
- ذاكرة القهر، دراسة حول منظومة التعذيب، دار التنوير، 2014[26]
- سطوة النص خطاب الأزهر وأزمة الحكم، 2016[27]

## الجوائز الأدبية
فازت بجائزة مؤسسة ساويرس للأدب المصري (المركز الثاني) عن أفضل مجموعة قصصية منشورة لعام 2008، وجائزة الهيئة العامة لقصور الثقافة عن أفضل مجموعة قصصية غير منشورة لعام 2008، كما فازت بمنحة وجائزة أحمد بهاء الدين البحثية لعام 2009، وجائزة جمعية الكاتبات المصريات في قصيدة الفصحى عام 2006، وجائزة رامتان (طه حسين) في القصة القصيرة عام 2004، وجائزة جمعية الكاتبات في القصة القصيرة عام 2003.
نال فحصها الاجتماعي لعنف الشرطة في مصر، بعنوان إغراء السلطة المطلقة جائزة أحمد بهاء الدين للباحثين الشباب في عام 2009.

## لقراءة متعمقة
- جون سي هاولي: مواجهة فشل الثورة: بسمة عبد العزيز، نائل الطوخي، محمد ربيع وياسمين الرشيدي . في: إرنست ن.إمينيونو (محرر.): التركيز على مصر. سوفولك 2017، الصفحات 7-21. DOI: https://doi-org.uaccess.univie.ac.at/10.1017/9781787442351.003 .
- ليندسي مور: «ماذا يحدث بعد قول لا؟» الانتفاضات المصرية وخواتمها في الطابور لبسمة عبد العزيز والمدينة دائما تفوز لعمر روبرت هاميلتون. 2018، ص 192 - 211.

## وصلات خارجية
- مقال لبسمة عبد العزيز عن «الطابور» على arablit.org
- مقالاتها في جريدة الشروق
- مقتطفات من رواية بسمة عبد العزيز الطابور، مترجمة للإنجليزية
- مقتطفات من رواية بسمة عبد العزيز هنا بدن، مترجمة للإنجليزية بواسطة جوناثان رايت
- مقال بسمة عبد العزيز تأملات في خطاب رئيس الجمهورية